# Ukraiinske, Ivanivka
Ukraiinske (în ucraineană Українське) este localitatea de reședință a comunei Ukraiinske din raionul Ivanivka, regiunea Herson, Ucraina.

## Demografie
Componența lingvistică a localității Ukraiinske
     Ucraineană (88,41%)
     Rusă (8,94%)
     Alte limbi (0,56%)
Conform recensământului din 2001, majoritatea populației localității Ukraiinske era vorbitoare de ucraineană (88,41%), existând în minoritate și vorbitori de rusă (8,94%).